# الدرجة الدنيا لدلتون
الدرجة الدنيا لدالتون هو مصطلح علمي نسبة إلى الكيميائي البريطاني وعالم الأرصاد الجوية جون دالتون، وهي فترة انخفاض نشاط الشمس ، والتي استمرت بين 1790 و1830.، كما هو الشأن بالنسبة للدرجة الدنيا لماوندر والدرجة الدنيا لسبورر تزامنت الدرجة الدنيا لدلتون مع فترة تحت المعدل العام لدرجة الحرارة، على سبيل المثال رصدت محطة أوبلاخ الألمانية نقص درجتين مئويتين على مر عشرين سنة.